# フュルスト・ヤーノシュ
フュルスト・ヤーノシュ（Fürst János, 1935年8月8日 - 2007年1月3日）はハンガリー出身の指揮者。

## 生涯
ブダペストに生まれ、地元の音楽院でヴァイオリンを専攻。1956年のハンガリー動乱の為、パリ音楽院でヴァイオリン修業を続行し、一等賞を得る。1958年にアイルランド国立交響楽団のコンサートマスターに就任し、1963年にアイルランド室内管弦楽団を設立して指揮を行うようになった。1966年にはアルスター管弦楽団の初代コンサートマスターに就任したが、1971年に当時の首席指揮者だったエドガー・コズマのアシスタントとなり、本格的に指揮者に転職した。
1974年から1977年までマルメ交響楽団の音楽監督、1980年から1983年までオールボー交響楽団の首席指揮者を歴任。1881年から1990年までマルセイユ歌劇場の音楽監督を務めたほか、1990年から1994年までダブリンとコレギウム・ヴィンタートゥールのオーケストラで活動した。その後は、ヘルシンキ・フィルハーモニー管弦楽団の首席客演指揮者を務め、2002年からはセゲド交響楽団の首席指揮者を務めていた。その他にも、ロンドン交響楽団やバンベルク交響楽団など、ヨーロッパ各地のオーケストラに積極的に客演した。
1997年にはパリ音楽院の指揮科教授に就任して後進の指導に当たった。
パリにて死去。